# Capitale Aragua
Pour les articles homonymes, voir Aragua.
Capitale Aragua est l'une des deux divisions territoriales de la municipalité d'Aragua dans l'État d'Anzoátegui au Venezuela. À des fins statistiques, l'Institut national de la statistique du Venezuela a créé le terme de « parroquia capital », ici traduit par le terme « capitale » qui correspond au territoire où se trouve le chef-lieu de la municipalité afin de couvrir ce vide spatial, qui, selon la loi sur la division politique territoriale publiée dans le Journal officiel de l'État « n'attribue pas de hiérarchie politique territoriale, ni de description de ses limites respectives ». Ce territoire s'articule autour d'Aragua de Barcelona, chef-lieu de la municipalité.

## Géographie

### Démographie
Hormis Aragua de Barcelona, ville autour de laquelle s'articule la division territoriale et statistique, cette dernière possède plusieurs localités :
- Aragua de Barcelona
- Bajo Grande
- Boquerón
- Caricare
- Chaparral
- El Caro
- Guastrantal
- Guatacaro
- Las Margaritas
- Los Conejos
- Manapoco
- Manzanares
- Paraulata
- San José
- San Luis
- Santa Fé
- Uverito
- Ventorrillo